# Lista de ás dos ases
O título Ás dos Ases é concedido aos ases de destaque dentro dos diversos ramos militares de uma nação em tempo de guerra. O título é principalmente associado com os ases da aviação, todavia, existirem outros tipos de ases, como o ases de tanque, e ases de submarino.

## Ases da aviação
Ás dos Ases é um título concedido para os melhores ases de aviação da força aérea de uma nação em tempo de guerra.

## Ases de Submarino
Ás das profundezas é o título concedido aos ases de submarinos  de uma nação em tempo de guerra.
| Indivíduo                        | País             | Guerra                  | Período                   | |
| Lothar von Arnauld de la Periere | Império Alemão   | Primeira Guerra Mundial | 1915–18                   | O Comandante do U-35, de la Periere afundou um total de 194 navios mercantes e militares totalizando 453.716 toneladas. |
| Dudley W. Morton                 | Estados Unidos   | Segunda Guerra Mundial  | – Setembro 1943           | Morreu. |
| Dick O'Kane                      | Estados Unidos   | Segunda Guerra Mundial  | – 25 Outubro 1944         | Capturado e feito prisioneiro de guerra. |
| Eugene Fluckey                   | Estados Unidos   | Segunda Guerra Mundial  |                           | [ 3 ] |
| Malcolm David Wanklyn            | Reino Unido      | Segunda Guerra Mundial  | – 14 Abril 1942           | Wanklyn foi o maior ás dos ases britânico em termos de tonelagem e também foi o mais eficiente comandante de submarino U-class com 17 navios afundados, 1 destruído com com canhão e outros 6 danificados totalizando 132.680 toneladas durante uma carreira de apenas 26 patrulhas. |
| Benjamin Bryant                  | Reino Unido      | Segunda Guerra Mundial  | – Final da Segunda Guerra | Bryant foi o maior ás dos ases britânico em termos de navios afundados e também o mais eficiente comandante britânico submarinos S-class com 27 navios afundados e outros 8 danificados totalizando 41.521 toneladas durante uma careira de 29 patrulhas.                            |
| Takakazu Kinashi                 | Império do Japão | Segunda Guerra Mundial  |                           | |
| Otto Kretschmer                  | Alemanha         | Segunda Guerra Mundial  | – Março 1941              | Kretschmer foi responsável por afundar 47 navios mercantes, totalizando 272.043 toneladas enquanto comandante do U-35, U-23 e U-99. Ele foi capturados em março de 1941 e passou o resto da guerra no campo de prisioneiros em Bowmanville, Canadá.                                  |
| Reinhard Suhren                  | Alemanha         | Segunda Guerra Mundial  |                           | Ás de U-boat. |
| Gianfranco Gazzana-Priaroggia    | Italy            | Segunda Guerra Mundial  |                           | Maior ás de submarino italiano, com 11 navios afundados com um total de 90.601 toneladas. |
| Carlo Fecia di Cossato           | Italy            | Segunda Guerra Mundial  |                           | Segundo maior ás de submarinos italiano, com 16 navios afundados, é creditado com o maior número de abatimentos da Regia Marina, com mais de 86,545 toneladas. |

## Caçadores de Submarinos
| Indivíduo     | País        | Guerra                 | Período |
| ------------- | ----------- | ---------------------- | --- |
| Otto Pollmann | Alemanha    | Segunda Guerra Mundial | Creditado por ter afundado 14 submarinos                                                                             |
| John Walker   | Reino unido | Segunda Guerra Mundial | Walker afundou mais U-boats (12 Confirmados) durante a Batalha do Atlântico do que qualquer outro comandante Aliado. |

## Ás de Tanque
Ás das tanques é o título concedido aos ases de tanques de uma nação em tempo de guerra. Durante a segunda guerra mundial nem todas as nações consideravam a categoria ás de tanque, os aliados raramente contavam as vitórias.
| Indivíduo                                            | País            | Guerra                 | Período                                       | Estatísticas |                                               |
| Kurt Knispel                                         | Alemanha        | Segunda Guerra Mundial | – 28 Abril 1945                               | 168 tanques | Maior Ás de tanques durante toda a guerra     |
| Michael Wittmann                                     | Alemanha        | Segunda Guerra Mundial | – 8 Agosto 1944                               | 138 Tanques, 132 armas antitanques, entre outros. |                                               |
| Johannes Bölter                                      | Alemanha        | Segunda Guerra Mundial | 28 Abril 1945 – até o final da segunda guerra | 139 tanques |                                               |
| Otto Carius                                          | Alemanha        | Segunda Guerra Mundial | – Final da Segunda guerra mundial             | +150 tanques |                                               |
| Dmitriy Lavrinenko                                   | União Soviética | Segunda Guerra Mundial | 1941                                          | Entre 52 e 57 tanques. | Maior ás de tanques aliados durante a guerra. |
| Lafayette G. Pool                                    | Estados Unidos  | Segunda Guerra Mundial | – 19 Setembro1944                             | Destruiu mais do que 250 peças de equipamento alemães incluindo 12 tanques, 246 caminhões, peças de artilharia e trens.                                   | [ 13 ]                                        |
| Nicholas Mashlonik                                   | Estados Unidos  | Segunda Guerra Mundial | – Julho, 1944 até o final da guerra           | Destruiu ou inutilizou 12 tanques alemães e centenas de outros veículos, também destruiu 1 Tiger I, 2 Panzer IV's em Elsdorf no dia 27 Fevereiro de 1945. |                                               |
| Clifford L. Elliott                                  | Estados Unidos  | Segunda Guerra Mundial | – Julho, 1944                                 | Sua tripulação destruiu dois tanques Mark IV, duas artilharias móveis com canhão 88mm, duas armas antitanque, e 17 grandes caminhões.                     | [ 14 ]                                        |
| Sydney V. Radley-Walters                             | Canadá          | Segunda Guerra Mundial | – Final da Segunda Guerra Mundial             | 18 tanques | Maior Ás entre os aliados ocidentais          |
| Sgt. Wilfred 'Spit' Harris and Trooper Ian Mackillop | Reino Unido     | Segunda Guerra Mundial | -Normandia 1944                               | 5 tanques em um dia |                                               |
| Sgt. Frederick 'Buck' William Kite                   | Reino Unido     | Segunda Guerra Mundial | -1943-1944                                    | Pelo menos 7 tanques |                                               |
| Cpl. Alfie Nicholls                                  | Reino Unido     | Segunda Guerra Mundial | -1942-1945                                    | ~40 tanques |                                               |
| Zvika Greengold                                      | Israel          | Guerra do Yom Kippur   | – Final da guerra do Yom Kippur               | Entre 20 e 40 tanques |                                               |
| H.R. McMaster                                        | Estados Unidos  | Guerra do Golfo        | – Fevereiro, 1991                             | Pelo menos 6 tanques | [ 15 ]                                        |